# Petalonyx nitidus
Petalonyx nitidus é uma espécie de angioesperma da família Loasaceae. Nos Estados Unidos ela também é conhecida pelo nome popular "shinyleaf sandpaper plant", que significa "planta-lixa de folha brilhante", em tradução livre. É nativa dos desertos e das montanhas desérticas do sudoeste estadunidense, onde cresce em áreas de vegetação arbustiva, bosques e outros habitats semelhantes. É um subarbusto denso, composto por vários caules eretos ou dispersos, com aspecto áspero, que podem variar de 15 a 45 centímetros de comprimento. As folhas são ovais, pontiagudas (geralmente dentadas ou serrilhadas) e podem chegar a 4 cm de comprimento. A inflorescência na extremidade do caule é um racemo aglomerado de muitas flores. A flor possui uma aparência tubular, com pétalas brancas fundidas em proximidade às pontas, porém abertas na parte inferior; os longos estames conseguem se estender para bem além da corola e são incomuns, visto que emergem da parte externa dela.

## Links externos
- Calflora Database: Petalonyx nitidus (Shinyleaf sandpaper plant)
- Jepson Manual eFlora (TJM2) treatment of Petalonyx nitidus
- UC Photos gallery of Petalonyx nitidus